# Apsarasas Kangri I
Der Apsarasas Kangri I (oder kurz: Apsarasas I) ist ein Berg in der Gebirgsgruppe Siachen Muztagh im Karakorum.
Der Apsarasas Kangri I besitzt eine Höhe von 7245 m und befindet sich an der Grenze zwischen Indien und Volksrepublik China nördlich des Teram-Shehr-Gletschers.
Der Apsarasas Kangri I ist die höchste Erhebung eines 8 km langen Berggrats. Weitere Gipfel der Bergkette sind Apsarasas Kangri Süd, Apsarasas Kangri II, Apsarasas Kangri III, Apsarasas Kangri IV, Apsarasas Kangri V, Apsarasas Kangri VI und Apsarasas Kangri VII. Die Erstbesteigung des Apsarasas Kangri I gelang im August 1976 einer achtköpfigen japanischen Expedition unter der Leitung von Hideo Misawa über den Westgrat.
Den Dominanz-Bezugspunkt bildet der 6,38 km nordwestlich gelegene Teram Kangri II.

## Gipfel
Im Folgenden die Gipfel der Apsarasas-Bergkette von Westen nach Osten:
| Gipfel               | Höhe (m) | Erst- besteigung | Koordinaten                    | Land                         |
| -------------------- | -------- | ---------------- | ------------------------------ | ---------------------------- |
| Apsarasas Kangri Süd | 7117     | unbestiegen      | (35° 31′ 58″ N, 77° 8′ 40″ O)  | Indien                       |
| Apsarasas Kangri I   | 7245     | 1976             | (35° 31′ 58″ N, 77° 8′ 55″ O)  | Indien / Volksrepublik China |
| Apsarasas Kangri II  | 7239     | unbestiegen      | (35° 32′ 10″ N, 77° 10′ 13″ O) | Indien / Volksrepublik China |
| Apsarasas Kangri VI  | 7184     |                  | (35° 31′ 18″ N, 77° 11′ 35″ O) | Indien / Volksrepublik China |
| Apsarasas Kangri III | 7236     | unbestiegen      | (35° 31′ 15″ N, 77° 11′ 59″ O) | Indien / Volksrepublik China |
| Apsarasas Kangri IV  | 7221     | unbestiegen      | (35° 31′ 17″ N, 77° 12′ 26″ O) | Indien / Volksrepublik China |
| Apsarasas Kangri V   | 7186     | unbestiegen      | (35° 31′ 24″ N, 77° 12′ 52″ O) | Indien / Volksrepublik China |
| Apsarasas Kangri VII | 7000     |                  | (35° 31′ 33″ N, 77° 13′ 18″ O) | Indien / Volksrepublik China |